# آدا نوريس
آدا نوريس (بالإنجليزية: Ada Norris)‏ هي ناشطة سياسية أسترالية، ولدت في 28 يوليو 1901 في Greenbushes, Western Australia ‏ في أستراليا، وتوفيت في 10 يوليو 1989 في أرمادايل ‏ في أستراليا.